# Versnelling (natuurkunde)
Versnelling of acceleratie is in de mechanica de verandering van de snelheid van een lichaam of voorwerp. Voor een versnelling is een kracht nodig die op het lichaam werkt. Versnelling betekent in de mechanica ofwel dat een voorwerp sneller gaat, ofwel langzamer of dat de bewegingsrichting verandert. Een vertraging is in de mechanica een negatieve versnelling. Versnelling heeft een grootte en een richting en is daarmee een vectorgrootheid. De SI-eenheid van versnelling is m/s2.
Een mens kan een versnelling waarnemen. Voorbeelden waarbij dat zo is zijn
- in een lift die aan het begin omhoog versnelt en na bereiken van de verdieping weer afremt. Dit is een verticale versnelling.
- in een vliegtuig dat vertrekt door te versnellen op de startbaan. Dat is een horizontale versnelling.
- in een auto die snel door de bocht gaat, dat veroorzaakt een zijdelingse versnelling.

## Definitie

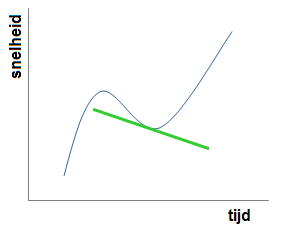

De beweging van een punt wordt gegeven door de plaatsvector {\displaystyle \mathbf {r} (t)} als functie van de tijd {\displaystyle t}. De snelheid is de afgeleide naar de tijd van de plaats, dus wordt bepaald door:
{\displaystyle \mathbf {v} (t)={\frac {\mathrm {d} \mathbf {r} (t)}{\mathrm {d} t}}}
en de versnelling is op zijn beurt de afgeleide van de snelheid, dus geldt:
{\displaystyle \mathbf {a} (t)={\frac {\mathrm {d} \mathbf {v} (t)}{\mathrm {d} t}}={\frac {\mathrm {d} ^{2}\mathbf {r} (t)}{\mathrm {d} t^{2}}}}
De versnelling is in een punt gelijk aan de richtingscoëfficiënt van de raaklijn aan de grafiek van de snelheid. De afbeelding illustreert dat. Met de notatie van Newton die een tijdafgeleide aangaf door een boven de vector geplaatste punt, wordt de versnelling:
{\displaystyle \mathbf {a} ={\dot {\mathbf {v} }}={\ddot {\mathbf {r} }}}

## Tweede wet van Newton
De wetten van Newton vormen samen met de wet van behoud van impuls en de wet van behoud van impulsmoment de grondslag van de klassieke mechanica. Voorwerp, lichaam en object zijn hier in synoniem. Een voorwerp kan alleen een versnelling krijgen als er een resulterende kracht op werkt. Voor de versnelling ervan geldt de tweede wet van Newton, de kracht verandert de snelheid:
{\displaystyle \mathbf {F} _{\text{res}}=m\ \mathbf {a} }
Zowel de resulterende kracht {\displaystyle \mathbf {F} _{\text{res}}} als de versnelling {\displaystyle \mathbf {a} } zijn in deze formule vectoren, dat wil zeggen dat ze beide een grootte en een richting hebben. 'Resulterend' betekent dat als er meer krachten zijn die als vector moeten worden opgeteld tot een {\displaystyle \mathbf {F} _{\text{res}}}. De massa {\displaystyle m} van het object heeft alleen een grootte.
De versnelling van een object heeft dezelfde richting als de resulterende kracht die de versnelde beweging van het object veroorzaakt. {\displaystyle \mathbf {F} } wordt uitgedrukt in newton, {\displaystyle m} in kilogram en {\displaystyle \mathbf {a} } in meter per seconde kwadraat m/s2.
Bij gelijkblijvende kracht is de versnelling van een object omgekeerd evenredig met de massa. Een lichte auto kan daarom bijvoorbeeld gemakkelijker dan een zware vrachtauto worden aangeduwd. Wanneer de resulterende kracht 0 is, zal het lichaam ook niet versnellen. Op een auto die met een constante snelheid rijdt werkt geen resulterende kracht. De kracht die de auto aandrijft is even groot als de wrijvingskracht van wind en wegdek die de auto remt, waardoor de auto geen versnelling ondervindt. Een auto zakt ook niet door het asfalt, ondervindt geen versnelling naar beneden, doordat de zwaartekracht die de auto naar beneden drukt gelijk is aan de normaalkracht die de auto omhoog duwt.

Versnelling betekent dat de snelheid toeneemt, of algemener, dat de snelheid verandert. De verandering van de snelheid {\displaystyle \mathbf {v} } in de tijd is juist de versnelling. Als de positie, de snelheid en de versnelling van een voorwerp worden uitgedrukt als functies van de tijd, wordt de verandering in de tijd weergegeven door de afgeleide. De versnelling is dus de afgeleide van de snelheid:
{\displaystyle \mathbf {a} ={\frac {\mathrm {d} \mathbf {v} }{\mathrm {d} t}}}
Aangezien de snelheid zelf al de afgeleide is van de plaatsvector {\displaystyle \mathbf {x} (t)}:
{\displaystyle \mathbf {v} ={\frac {\mathrm {d} \mathbf {x} }{\mathrm {d} t}}}
volgt dat de versnelling ook de tweede afgeleide is van de plaatsvector:
{\displaystyle \mathbf {a} ={\frac {\mathrm {d} ^{2}\mathbf {x} }{\mathrm {d} t^{2}}}}

Als de kracht {\displaystyle \mathbf {F} } uit de tweede wet van Newton, zoals bij veel mechanische systemen in de praktijk, een functie is van de drie veranderlijken positie {\displaystyle \mathbf {x} }, snelheid {\displaystyle \mathbf {v} } en de tijd {\displaystyle t,} dan geeft dit aanleiding tot een gewone vectoriële differentiaalvergelijking van de tweede orde, in het algemeen niet lineair:
{\displaystyle m{\frac {\mathrm {d} ^{2}\mathbf {x} }{\mathrm {d} t^{2}}}=\mathbf {F} \left({\frac {\mathrm {d} \mathbf {x} }{\mathrm {d} t}},\mathbf {x} ,t\right)}

## Bijzondere gevallen

### Eenparig versnelde beweging
Bij een eenparig versnelde beweging is de versnelling {\displaystyle \mathbf {a} } constant, dat wil zeggen onafhankelijk van de tijd. De oplossing van de bewegingsvergelijking geeft als baanvergelijking voor de plaatsvector {\displaystyle \mathbf {x} } een kwadratische functie van de tijd {\displaystyle t}:
{\displaystyle \mathbf {x} (t)=\mathbf {x} _{0}+\mathbf {v} _{0}t+{\tfrac {1}{2}}\mathbf {a} t^{2}}

### Eenparig cirkelvormige beweging
Een eenparig cirkelvormige beweging wordt gedefinieerd aan de hand van de baanvergelijking: de positie van het systeem ligt op de omtrek van een vaste cirkel en de snelheid heeft constante grootte. Deze beweging wordt het eenvoudigst beschreven door een coördinatenstelsel te kiezen waarin de cirkel, met straal {\displaystyle R,} voldoet aan de vergelijking
{\displaystyle x^{2}+y^{2}=R^{2}}
Het eenparige karakter van de beweging komt tot uiting in de constante grootte van de snelheidsvector, wat overeenkomt met tangentiële versnelling 0. De radiële versnelling is steeds gericht naar het middelpunt van de cirkel en haar grootte bedraagt {\displaystyle v^{2}/R}. Vaak wordt de beweging ook beschreven in termen van de hoeksnelheid {\displaystyle \omega =v:R}, uitgedrukt in radialen per seconde, en dan is
{\displaystyle a_{\text{rad}}=\omega ^{2}R=\omega v={\frac {v^{2}}{R}}}
Volgens de tweede wet van Newton komt de eenparig cirkelvormige beweging overeen met een constante middelpuntzoekende versnelling, veroorzaakt door een middelpuntzoekende kracht van eveneens constante grootte.

## Toepassing
Een deeltje valt en ondergaat dus de valversnelling {\displaystyle g}. De valversnelling aan het aardoppervlak ten gevolge van de zwaartekracht bedraagt ongeveer 9,81 m/s2 en wordt vrijwel altijd aangeduid als {\displaystyle g}. Die {\displaystyle g} komt van gravitatie, hetzelfde als de zwaartekracht. De snelheid {\displaystyle v(t)} en de positie {\displaystyle x(t)} van een vallend deeltje op het tijdstip {\displaystyle t} als de beginpositie {\displaystyle x_{0}} is, de startsnelheid {\displaystyle v(0)=v_{0}} en de valversnelling constant kan worden beschouwd worden als volgt berekend.
Het deeltje ondergaat dan een eenparig versnelde beweging, zodat voor de snelheid geldt:
{\displaystyle v(t)=v_{0}+gt}
en voor de positie:
{\displaystyle x(t)=x_{0}+v_{0}t+{\tfrac {1}{2}}gt^{2}}
Als het deeltje een in de tijd veranderlijke versnelling {\displaystyle a(t)} ondergaat wordt de vergelijking:
{\displaystyle {\frac {\mathrm {d} v}{\mathrm {d} t}}=a(t)},
waaruit door integratie volgt:
{\displaystyle v(t)-v(0)=\int _{0}^{t}a(t)\ {\rm {d}}t}
De eindsnelheid is de snelheid van een lichaam die het in tegenstelling tot aan het begin aan het einde van een bepaalde periode heeft, maar er is voor eindsnelheid een tweede betekenis. Merk op dat ten gevolge van de luchtweerstand bij een vrije val in werkelijkheid de bovengenoemde formules maar bij benadering juist zijn. Een voorwerp dat door de lucht ver naar beneden valt bereikt vanwege de luchtweerstand op een gegeven moment een maximale snelheid. De luchtweerstand die het dan ondervindt is even groot, maar tegengesteld aan de zwaartekracht. De snelheid die het dan heeft bereikt wordt de eindsnelheid ervan genoemd.

## Tangentiële en radiale versnelling

De versnelling heeft de tangentiële component en de radiële component.

In een systeem met meer dan één vrijheidsgraad zijn de snelheid en de versnelling vectoriële grootheden, dat wil zeggen dat ze niet alleen door een grootte worden gekarakteriseerd, maar ook door een richting.
De oplossing van de bewegingsvergelijking van de tweede wet van Newton
{\displaystyle \mathbf {a} =\mathbf {F} (x,\mathbf {v} ,t)}
met beginvoorwaarden {\displaystyle x(0)=x_{0}} en {\displaystyle \mathbf {v} (0)=\mathbf {v} _{0}}
is in het algemeen een differentieerbare kromme in de toestandsruimte van het systeem: de baanvergelijking.
De versnellingsvector in een punt op de baan kan worden ontbonden in een component evenwijdig met de raaklijn aan de baan, de tangentiële versnelling, en een component loodrecht daarop, de middelpuntzoekende of radiële versnelling.
De verandering van de grootte van de snelheid is alleen afhankelijk van de tangentiële versnelling:
{\displaystyle {\frac {\mathrm {d} \|\mathbf {v} \|^{2}}{\mathrm {d} t}}=2\mathbf {v} \cdot {\frac {\mathrm {d} \mathbf {v} }{\mathrm {d} t}}=2\mathbf {v} \cdot (\mathbf {a} _{\text{tan}}+\mathbf {a} _{\text{rad}})=2\mathbf {v} \cdot \mathbf {a} _{\text{tan}}}
omdat {\displaystyle \mathbf {v} } en {\displaystyle \mathbf {a} _{\text{rad}}} per definitie loodrecht op elkaar staan. De tangentiële versnelling is ook een vector worden, waar de grootte van is
{\displaystyle {\frac {\mathrm {d} \|v\|}{\mathrm {d} t}}=a_{\text{tan}}}
De verandering van de richting van de snelheidsvector is alleen afhankelijk van de radiale versnelling:
{\displaystyle {\frac {\mathrm {d} }{\mathrm {d} t}}\left({\frac {\mathbf {v} }{\|\mathbf {v} \|}}\right)={\frac {\mathbf {a} _{\text{rad}}}{\|\mathbf {v} \|}}}
Op haar beurt wordt de radiale versnelling bepaald door de middelpuntzoekende kracht.

## Ogenblikkelijke en gemiddelde versnelling
De hierboven aangehaalde definitie van versnelling als de tweede afgeleide van de plaatsvector wordt ook soms aangeduid als ogenblikkelijke versnelling, dat wil zeggen de versnelling op een gegeven tijdstip, om het onderscheid te maken met de gemiddelde versnelling over een tijdsinterval met een bepaald lengte.
De gemiddelde versnelling tussen tijdstippen {\displaystyle t_{1}} en {\displaystyle t_{2}}, waarbij {\displaystyle t_{2}>t_{1}} wordt verondersteld, is het verschil in de snelheden op die twee tijdstippen, gedeeld door de lengte van het interval:
{\displaystyle {\mathbf {a} }_{\text{gem}}={\frac {\Delta \mathbf {v} }{\Delta t}}={\frac {\mathbf {v} _{2}-\mathbf {v} _{1}}{t_{2}-t_{1}}}}
Dit komt overeen met de gewone definitie van de gemiddelde waarde van de ogenblikkelijke versnelling {\displaystyle \mathbf {a} (t)} over het interval {\displaystyle [t_{1},t_{2}]:}
{\displaystyle {\mathbf {a} }_{\text{gem}}={\frac {1}{t_{2}-t_{1}}}\int _{t=t_{1}}^{t_{2}}\mathbf {a} (t)\ \mathrm {d} t}

## Acceleratie bij voertuigen
De gebruikelijke eenheid om acceleratie aan te duiden is m/s2. Bij voertuigen zoals auto's en speedboten wordt vaak de acceleratietijd van 0 tot 100 km/h opgegeven.
Uit de formule {\displaystyle F:m=a} valt af te leiden dat de acceleratie toeneemt als de massa afneemt, dus bij een lichter voertuig, maar ook als de aandrijfkracht, die wordt door het motorvermogen bepaald, toeneemt.
De relatie tussen het motorvermogen en de aandrijvende kracht {\displaystyle F} is als volgt uit te drukken:
{\displaystyle F=T\cdot {\frac {1}{i}}\cdot {\frac {\eta }{r}}}
Hierin is:
{\displaystyle F} de omtrekskracht aan het aangedreven wiel, uitgedrukt in N
{\displaystyle T} het motorkoppel aan de krukas, uitgedrukt in Nm
{\displaystyle i} de overbrenging versnellingsbak maal eindoverbrenging (differentieel)
{\displaystyle \eta } het rendement van de overbrenging
{\displaystyle r} de straal van het aangedreven wiel, uitgedrukt in m
Omgekeerd is hieruit het motortoerental bij een gegeven snelheid te bepalen:
{\displaystyle n={\frac {v\cdot 60}{2\pi \cdot r\cdot i}}},
met:
{\displaystyle n} het motortoerental, uitgedrukt in omwentelingen per minuut
{\displaystyle v} de snelheid, uitgedrukt in m/s
Hieruit valt op te maken dat {\displaystyle F} groot wordt bij een zo hoog mogelijke overbrenging {\displaystyle 1/i}, mogelijk gemaakt door een hoog maximaal motortoerental. Anders gezegd is het gunstig als het motortoerental constant hoog blijft terwijl de overbrengverhouding zich continu aanpast aan de toenemende snelheid. Anderzijds is duidelijk dat een hoog koppel evenzeer helpt. Beide samen, {\displaystyle T\cdot (n\cdot 2\pi /60)}, geven het vermogen. Een hoger vermogen leidt dus tot een snellere acceleratie.
Het rendement van de overbrenging kan ook een nadrukkelijke rol spelen. Bijvoorbeeld de koppelomvormer van een automaat veroorzaakt een lager rendement. De duwband van VDT heeft een lager rendement dan een handgeschakelde versnellingsbak, waardoor deze het theoretische voordeel van een continu variabele overbrenging dat er geen schakeltijd, waarin geen vermogen kan worden geleverd, nodig is, meestal niet kan omzetten in een kortere acceleratietijd.

## Relativiteitstheorie
De beschrijving en de berekeningen die in het artikel worden gegeven volgen de klassieke mechanica. Volgens het equivalentieprincipe uit de algemene relativiteitstheorie kan een door een voorwerp ondervonden constante versnelling niet worden onderscheiden van de versnelling van het voorwerp vanwege de zwaartekracht.

## Websites
- H Hofstede. Versnelling.